# 古本新乃輔
古本新乃輔（日语：／ Furumoto Shinnosuke，1969年12月13日—），日本男演員、配音員、藝人、廣播主持人。出身於東京都世田谷區。身高165cm。A型血。

## 簡介
舊藝名古本新之輔（與現藝名的日文讀音都相同）。日本大學附屬鶴丘高等學校畢業。

## 來歷、人物
暱稱。少年時期作為兒童演員開始投入演藝活動。大多主要參加電視劇和真人電影的拍攝工作。
動畫配音方面，曾經在1990年代播出的電視動畫《H2》為國見比呂、《熊之噗太郎》的噗太郎、《爆走獵人》的凱洛特·葛雷瑟、《靈異獵人》的龍堂和御及OVA《幸福的形式》的你等作品中主演。
除了從事配音之外，1997年至2002年間的文化放送電台節目擔任節目主持人。
2006年10月加入經紀公司太田Production的同時，將藝名改成現在的藝名。
目前將演員、音樂家作為自身的主業。一方面也愛好夏威夷文化，因此在千葉縣八千代市勝田台自行開設店家名為「PUALILI」的夏威夷商品專賣店，並有開辦烏克麗麗教室。然後從2016年3月起，就任動植物主題度假樂園「阿囉哈花園館山 （页面存档备份，存于）」（位於千葉縣館山市道之驛南房樂園內）的副總經理。
2018年7月，在官方部落格證實已經是年近半百的父親，育有一女。對象是圈外女性。

## 演出
粗體字表示主要角色。

### 電視劇
富士電視台
- 第1話（1980年）
- （1986年10月－12月）－落語社社員
- 來自北國（1987年）－飯田廣介
- 第4話（1987年11月－1988年1月）－副總長
- 世界奇妙物語
  - （1990年）
  - （1992年）
- 株式會社o-daiba.com（日语：o-daiba.com）（2001年）
- 空中急診英雄系列（2008年）－瑪莉·珍·洋子（大山恒夫）
  - 1st season 第7話（2008年8月14日）
  - 2nd season 第4話、第7話（2010年2月1日、22日）
  - 3rd season 第2話、第4話（2017年7月24日、8月7日）
- 週五PRESTIGE（日语：金曜プレステージ） 醫療搜査官 財前一二三（日语：医療捜査官 財前一二三）2（2011年12月16日）－野本旬

朝日電視台
- 跑吧！熱血刑事（日语：走れ!熱血刑事） 第2話（1980年）
- 吉宗評判記 暴坊將軍（日语：吉宗評判記 暴れん坊将軍） 第138話（1980年，與東映共同製作）－小三郎
- 週六WIDE劇場（日语：土曜ワイド劇場） 火災調查官紅蓮次郎（日语：火災調査官・紅蓮次郎）4 （2004年10月9日）－茜澤大三郎

日本電視網
- TBS
  -  第1期 第58話（1981年，與大映電視台（日语：大映テレビ）共同製作）－細山和夫
  - 我們是動物家族（日语：われら動物家族）（1981年－1982年）－藤堂虎雄
  - 高校塗鴉（日语：はいすくーる落書） 第2話（1988年）－寺內新之輔
  - 高校三俠（日语：予備校ブギ）（1990年）－派對主持人
  - 週一電視劇特集（日语：月曜ドラマスペシャル）
    - 自主退學（日语：自主退学 (テレビドラマ)）（1990年）－後藤昌彥
    - 律師迫麻里子的遺言作成檔案（日语：弁護士迫まり子の遺言作成ファイル）2 「時效」（2000年）－高橋俊介

  - 週一推理劇場（日语：月曜ミステリー劇場） 森村誠一推理（日语：森村誠一サスペンスシリーズ）2 「窗子」（2003年1月27日）－中野健
    - 森村誠一懸疑（日语：森村誠一サスペンスシリーズ） 棟居刑事系列（日语：棟居刑事シリーズ）4 「復仇」（2004年） - 嶋村刑事 役

  - 週三Premire（日语：水曜プレミア） 四分之一的羈絆（日语：四分の一の絆）（2004年5月19日）－山中
  - 水戶黃門（日语：水戸黄門 (パナソニック ドラマシアター)） 第38部（日语：水戸黄門 (第31-38部)#第38部） 第6話「吉野山，吉野，崎嶇的愛情之路」（2008年2月11日）－八十吉〈客串〉
  - 佐佐木夫妻大戰（2008年1月－3月）
  - 神南署安積班（日语：ハンチョウ〜神南署安積班〜） 第2系列 第3話（2010年1月25日）－柏田
  - 彩色日村（日语：イロドリヒムラ） 第6話（2012年11月19日）－

- MBS
  - 直到櫻花綻放（日语：桜咲くまで）（2004年1月－3月）

日本電視網
- 日本電視台
  - 熱帶雨林（日语：ジャングル (テレビドラマ)）（1987年）
  - 水手服和宇宙人（日语：セーラー服と宇宙人（エイリアン）〜地球に残った最後の11人〜）（2014年）－跳出宇宙船的8人

- 讀賣電視台
  - 復興吧！後藤新平與大震災2400日的戰鬥（2012年1月22日）－十河信二

NHK
- （1992年）－三枝萬里之進
- 大河劇
  - 武藏MUSASHI（2003年）－彌二郎
  - 義經（2005年）－今井兼平
  - 功名十字路 最終回（2006年年）－祖父江德齋
  - 篤姬（2008年）－後藤象二郎
- 連續電視小說 瞳（日语：瞳 (2008年のテレビドラマ)）（2008年）
- 行列48小時（日语：喜の行列 悲の行列）（2009年）－川上刑事
- 坂上之雲（2010年12月26日）－杉野孫七（日语：杉野孫七）
- 電視劇10 Last money -愛的價值-（日语：ラストマネー -愛の値段-）（2011年9月－10月）－羽柴稔

東京電視台
- 週三推理9（日语：水曜ミステリー9）
  - 信農可倫坡（日语：信濃のコロンボ#中村梅雀版）10 樹木之城殺人事件（2006年1月11日）
  - 女法醫大解剖（日语：監察医・篠宮葉月 死体は語る） 第13作（2013年6月19日）－安西
- 週三劇場9（日语：水曜シアター9） 田納西華爾滋（日语：テネシーワルツ (2010年のテレビドラマ)）（2010年2月17日）

其它電視台
- （2015年8月，上田有線電視公司（日语：上田ケーブルビジョン））－五十嵐

### 電影
- 男人真命苦
  - 男人真命苦42 我的舅舅寅次郎（1989年）－滿男的友人
  - 男人真命苦43 寅次郎的休息日（1990年）－滿男的友人（吉田）
  - 男人真命苦46 寅次郎的相親（1993年）－滿男的友人（吉田）
- 稻村珍（日语：稲村ジェーン）（1990年）－春治
- 劇場版 新·南海的帝王（日语：難波金融伝・ミナミの帝王#2017年映画版）系列 第9部至第13部－水城拓也
- 電影版 空中急診英雄 -海空災難最終救援-（2018年）－瑪莉·珍·洋子（大山恒夫）

### 舞台
- GACKT 眠狂四郎無瀨控
  - （2010年5月14日－28日）－飾演立川談亭
  - （2010年9月28日－10月20日）
- GACKT MOON SAGA ～義經秘傳～－飾演武藏坊弁慶

### 電視動畫
1988年
- 極速悍將（日语：F (漫画)）（大石保）

1989年
- 森林大帝 (1989年版)（獅子雷奧）

1991年
- 在漲潮的時間的彼岸（日语：楽園 (鈴木光司の小説)）（[6]）
- 亂馬½ 熱鬥篇（褲襪太郎（日语：パンスト太郎）、源氏平太）

1995年
- H2（國見比呂）
- 熊之噗太郎（日语：クマのプー太郎）（噗太郎）
- 爆走獵人（凱洛特·葛雷瑟）

1997年
- 靈異獵人（龍堂和御）

2004年
- 攻殼機動隊 S.A.C. 2nd GIG（勞動者）

2021年
- Cestus -羅馬拳鬥士-（洛科）
- 丸少爺（鬼）

### 電影動畫
1991年
- 福星小子：聖水奇緣（日语：うる星やつら いつだってマイ・ダーリン）（里奧）

1992年
- 紅豬（年輕時的波魯克・羅素）

1995年
- 祈願物語（日语：ユンカース・カム・ヒア）（哈啦狗容克斯）

2000年
- 人狼 JIN-ROH

### OVA
1988年
- 機動警察

1990年
- 幸福的形式（日语：しあわせのかたち）（你）
- 莉卡娃娃：不可思議的Yunia物語（日语：リカちゃん）（嘟嘟）

1993年
- 當你回頭時（日语：あなたが振り返るとき）（齋藤水穗）（晴彥）
- Fantasia（日语：ふぁんたじあ）（大月秋廣）

1996年
- 元祖 爆走獵人（凱洛特·葛雷瑟）

2002年
- 電玩少女櫻吹雪（日语：アーケードゲーマーふぶき）（ARASHI）

2004年
- 柯塞特的肖像（久本道夫）

### 遊戲
1996年
- 熊之噗太郎 天空是粉紅色的！全員集合!!（那樣是行不通的）（日语：クマのプー太郎）（噗太郎）[注 1]
- 東方珍遊記（ボウ）

1998年
- 火星物語（日语：火星物語）（朗普）

### 廣播節目
- 古本新之輔的空降遊擊隊（日语：古本新之輔のパラシュート遊激隊）（文化放送）
- （文化放送，1997年－2002年）
- 加勢大周（日语：加勢大周） ！（日本放送，負責的節目助理）
- L.A.V.（日语：L.A.V.）（2005年4月－，JFN系、負責週一）
- 嘉陽愛子 集合Mode（文化放送，《A&G 超RADIO SHOW ～ANISPA！～（日语：A&G 超RADIO SHOW〜アニスパ!〜）》內的節目單元，與嘉陽愛子共同主持至2005年4月為止）
  - 古本他在節目中每回以「○○博士」的名義登場，最終回才首次公開真實身份。當初「○○」部分是開放給聽眾參加徵名活動時決定。到了中期，節目設定說古本他會慢慢地恢復意識則是歸功於讀者提供名字。最後到了後期，博士匿名的設定已經沒有意義。

### CD
- What's Up Guys？（日语：What's Up Guys?）
  - 與林原惠共同擔任主唱的單曲（古本新之輔&林原惠名義），電視動畫《爆走獵人》主題歌。
- -REMIX VERION-
  - 作詞、作曲、編曲、演奏、主唱：T's WORKSHOP（岩崎琢&渡邊瑛美），特別參加：古本新之輔
  - 『無責任艦長』OVA系列主題歌的混音版。只收錄在主題歌單曲集。
- WATCH OUT！
  - 廣播節目『遊激隊』主題歌。
- - 收錄在廣播節目特別廣播劇篇，WATCH OUT！的電台Take禮。出演：古本新之輔、白鳥由里、國府田麻理子、池澤春菜、井上喜久子、南央美、野村邦丸（文化放送所屬播報員）。
- TOKYO DANCE/ Breakin' Up
  - 企劃製作主題歌。

### 廣告
- （1999年）
  - 與「南街的帝王（日语：ミナミの帝王）」主角萬田銀次郎（竹內力（日语：竹内力）飾演）共演。

### 其它
- （成田讓）
- 廣播劇CD 幸福的形式（日语：しあわせのかたち） ～水晶滑鼠（你 等）

### 活動
- 1991年8月18日 活動「福星小子 10th Anniversary Party in 武道館」

## 腳註

## 相關人物
- 太田英明（日语：太田英明）（文化放送所屬播報員）－因負責電台節目單元「The Maskman」的企劃而活躍。
- 砂山圭大郎（日语：砂山圭大郎）（文化放送所屬播報員）－與太田相同，因負責電台節目單元「The Maskman」的企劃而活躍。還有當時以砂山大輔的名義活動。
- 寺島尚正（日语：寺島尚正）（文化放送所屬播報員）－於電台節目中扮演星人在對決的戲份中登場。
- 野村邦丸（日语：野村邦丸）（前文化放送所屬播報員）－電台節目《古本新之輔的空降遊擊隊（日语：古本新之輔のパラシュート遊激隊）》的節目班底。並在單元劇中飾演Mad Echigoya等角色。還有他曾經在古本請假時幫忙代班主持。2017年1月已經從文化放送電台應屆退休，目前以自由播報員的身分持續活動。

## 外部連結
- （日語）－古本新乃輔的官方個人部落格。
- 古本新乃輔的X（前Twitter） （日語）
- 古本新乃輔的Instagram帳戶 （日語）
- 古本新乃輔的Facebook專頁 （日語）
- https://youtube.com/channel/UCy9Cv2TIAPr1PtvqFlxw2-g （页面存档备份，存于） （日語）